# Victor Grigorescu
Victor Vlad Grigorescu (ur. 1976) – rumuński urzędnik państwowy, konsultant i dyplomata, w latach 2015–2017 minister energii.

## Życiorys
Ukończył prawo na Uniwersytecie Bukareszteńskim, kształcił się także w zakresie rozwiązywania sporów w Światowej Organizacji Handlu. W latach 2004–2007 doradca i negocjator w ministerstwie ekonomii i handlu w ramach procesu akcesji do Unii Europejskiej. Następnie do 2011 drugi sekretarz stałego przedstawicielstwa Rumunii przy UE, a w 2014 doradca ministra energii Răzvana Nicolescu. Był dyrektorem w firmie konsultingowej, zasiadał także w zarządzie spółki energetycznej Electrica. Autor artykułów i publikacji dotyczących m.in. umowy TTIP.
17 listopada 2015 objął stanowisko ministra energii w rządzie Daciana Cioloșa. Zakończył pełnienie tej funkcji wraz z całym gabinetem w styczniu 2017. Powrócił następnie do działalności w branży konsultingowej, zajmując się doradztwem energetycznym.